# Hot Fuss
Hot Fuss este primul album al trupei americane de rock alternativ The Killers, lansat pe data de 7 iunie 2004 în Marea Britanie și pe 15 iunie 2004 în Statele Unite ale Americii. A avut un mare succes la public, clasându-se pe locul întâi atât în topurile britanice, cât și în cele australiene. A rămas în primele 50 de locuri din clasamentul Billboard 200 pentru mai bine de cincizeci de săptămâni. De asemenea, a câștigat de trei ori Discul de Platină în Canada pentru 300.000 de exemplare vândute. La sfârșitul anului 2005, albumul a fost relansat în ediție 7", într-un boxset de 11 discuri. Pe partea A a fiecărui disc se află o melodie de pe album, iar pe partea B o melodie ce nu apare pe album (B-side).
S-au vândut mai bine de 2.500.000 de copii ale albumului în primul an de la lansare. După ce a fost nominalizat la cinci premii Grammy, albumul s-a vândut în mai bine de 5.000.000 de copii în întreaga lume.
Hot Fuss este unul dintre albumele cel mai recent apărute situate printre cele 1001 de albume menționate în cartea 1001 de albume de ascultat într-o viață, editată de Robert Dimery.

## Lista melodiilor

### Varianta lansată în S.U.A.
1. „Jenny Was a Friend of Mine” (Flowers, Stoermer) – 4:04
2. „Mr. Brightside” (Flowers, Keuning) – 3:42
3. „Smile Like You Mean It” (Flowers, Stoermer) – 3:54
4. „Somebody Told Me” (Flowers, Keuning, Stoermer, Vannucci) – 3:17
5. „All These Things That I've Done” with guest performers Sweet Inspirations (Flowers) – 5:01
6. „Andy, You're a Star” (Flowers) – 3:14
7. „On Top” (Flowers, Keuning, Stoermer, Vannucci) – 4:18
8. „Change Your Mind” (Flowers, Keuning) – 3:10
9. „Believe Me Natalie” (Flowers, Vannucci) – 5:06
10. „Midnight Show” (Flowers, Stoermer) – 4:02
11. „Everything Will Be Alright” (Flowers) – 5:45

### Varianta lansată în Marea Britanie și Australia
1. „Jenny Was a Friend of Mine” – 4:04
2. „Mr. Brightside” – 3:42
3. „Smile Like You Mean It” – 3:54
4. „Somebody Told Me” – 3:17
5. „All These Things That I've Done” – 5:01
6. „Andy, You're a Star” – 3:14
7. „On Top” – 4:18
8. „Glamorous Indie Rock & Roll” – 4:14
9. „Believe Me Natalie” – 5:06
10. „Midnight Show”  – 4:02
11. „Everything Will Be Alright” – 5:45

### Ediția limitată (2005)

Coperta albumului „Hot Fuss (ediţie limitată)”

1. „Jenny Was a Friend of Mine”
2. „Mr. Brightside”
3. „Smile Like You Mean It”
4. „Somebody Told Me”
5. „All These Things That I've Done”
6. „Andy, You're a Star”
7. „On Top”
8. „Change Your Mind”
9. „Believe Me Natalie”
10. „Midnight Show”
11. „Everything Will Be Alright”
12. „Glamorous Indie Rock & Roll”
13. „The Ballad Of Michael Valentine”
14. „Under The Gun”

## Lirică și stiluri abordate
Albumul conținea unsprezece piese, cu influențe vizibile din muzica The Cure, Pulp și Blur, amestecate cu tente electronice, ceea ce face instrumentalele pieselor extrem de interesante și de antrenante, nedându-ți timp să te plictisești până la sfârșitul albumului.  Acest lucru, adăugat stilului de a cânta al solistului Brandon Flowers, amintește mai degrabă de muzica britanică decât de cea americană.
Din punct de vedere liric, albumul este un mix de emoții, trecând prin toată paleta sentimentelor umane, de la gelozie („Mr. Brightside”) până la nostalgie („Smile Like You Mean It”), de la așteptări dureros-încântătoare („Change Your Mind”) până la scurte furtuni sentimentale („Andy, You're a Star”), de la confuzii pe plan sexual („Somebody Told Me”) până la obsesie dusă până în pragul crimei („Jenny Was a Friend of Mine”).

## Recenzii
Albumul a fost bine primit atât de critică, cât și de public (vezi mai sus). „Dacă ratați albumul de debut al celor de la The Killers s-ar putea să fie rău pentru sănătatea voastră.”, scria Sahar Oz în „Delusions of Adequacy” la capătul unei recenzii mai mult decât favorabile, în timp ce un alt site arăta că „Prima impresie după e ai terminat de ascultat albumul e că aproape fiecare melodie este 'criminală'”.
Nu toate părerile erau însă pozitive. Miguel Dupree, de exemplu, se arăta mult mai rezervat în aprecieri pe site-ul TrouserPress.com, etichetând a doua jumătate a albumului ca fiind mai degrabă plictisitoare.

## Alte detalii despre piese
- Se crede despre cântecul „Andy, You're a Star” că ar fi inspirat dintr-o experiență reală a lui Brandon Flowers. Există și alte păreri însă, conform cărora de fapt întregul album Hot Fuss ar fi o poveste în sine[6]. Indiferent însă care ar fi adevărul în această privință, „Midnight Show” și „Jenny Was a Friend of Mine” sunt cunoscute ca fiind mijlocul și sfârșitul așa-numitei „The Killers Murder Trilogy” (începutul este reprezentat de piesa „Leave the Bourbon on the Shelf”, care a fost lansată în mod oficial de abia în 2007).

## Poziții în topuri
- 1 - Australia
- 7 - S.U.A.